# مجسمه زنده

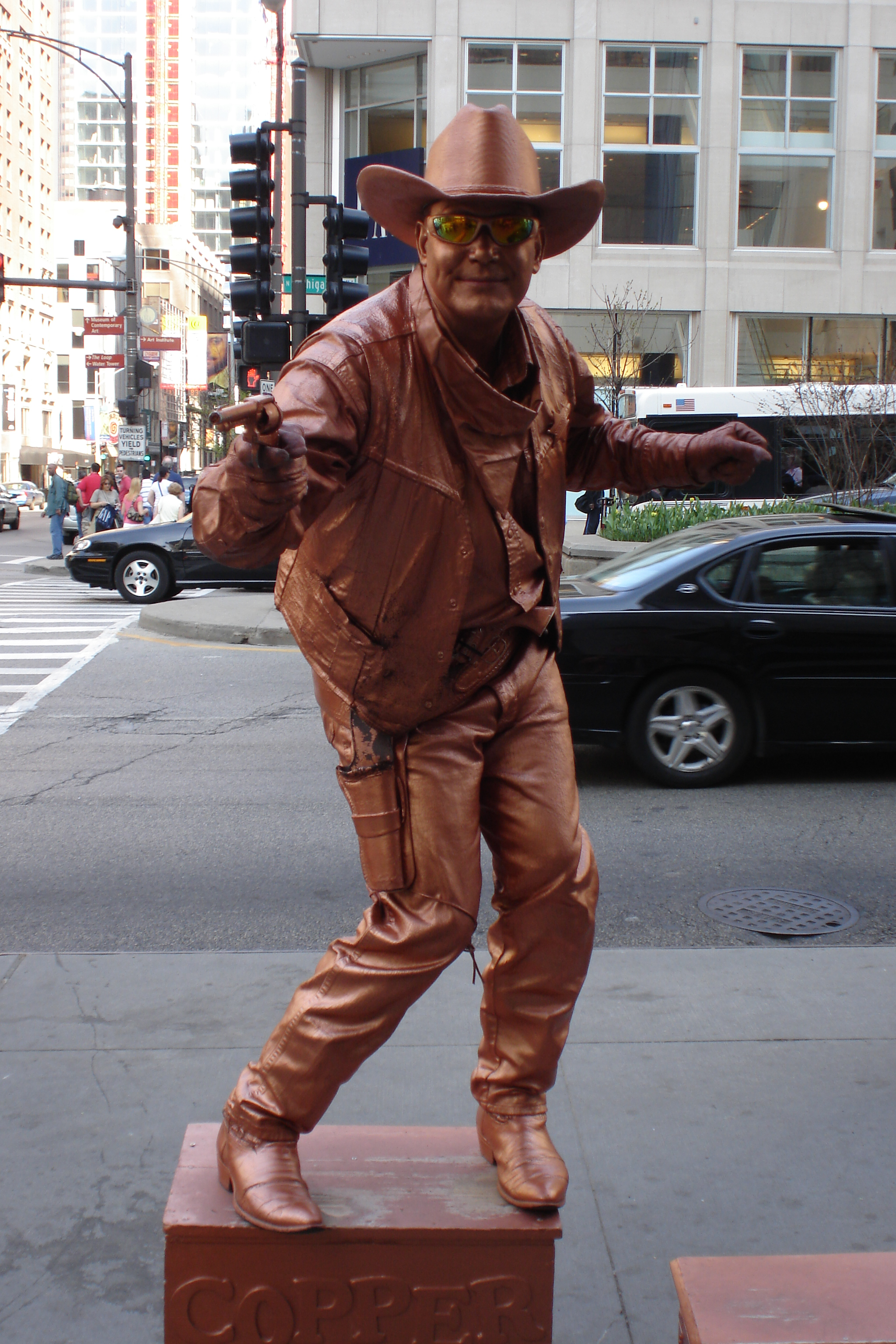
"کابوی مسی"، یک مجسمه زنده در شیکاگو

عبارت مجسمه زنده (به انگلیسی: Living statue) معمولاً اشاره دارد به دسته‌ای از هنرمندان خیابانی که خود را به شکل تندیس یا مانکن درآورده‌اند. آن‌ها با استفاده از لوازم آرایشی خود را شبیه مجسمه‌های واقعی می‌کنند و گاهی تا چند ساعت در یک مکان عمومی بی‌حرکت می‌مانند.